# Condecoración de la Fidelidad
La Condecoración de la Fidelidad, es una distinción creada por Luis XVIII de Francia el 5 de febrero de 1816,  para distinguir a los guardias nacionales de París.

## Historia
Tras los Cien Días,  Luis XVIII  queriendo premiar a los  600 guardias nacionales de París en servicio en 1815, por su fidelidad a la monarquía.
Se prestaba el siguiente juramento:
«Juro, ante Dios, fidelidad y devoción al Rey, juro defender sus derechos y los de sus sucesores legitimos a la corona y  revelar  en el mismo momento lo que tenga en mi conocimiento y pueda ser contrario a la seguridad de la Familia Real o la seguridad del Estado»
Acompañando la insignia se daba al decorado un diploma de grandes dimensiones (40x50 mm), firmado por Monsieur, conde de Artois y el duque de Reggio, coronel general de la Guardia Nacional de Francia y comandante en jefe de la de París, respectivamente. 
Nunca llegó a ser una orden en sí misma, y en 1824 se reunió su vigilancia a la Cancillería de la Legión de Honor, requiriendo esta para su registro el envío del diploma del decorado que le sería devuelto al completarse su inscripción. Solo tres decoraciones (decoración del Lis, decoración de la Fidelidad y la decoración del brazalete de Burdeos), de todas las creadas antes de 1820, sobrevivieron, reuniendo su vigilancia a la Cancillería de la Legión de Honor.

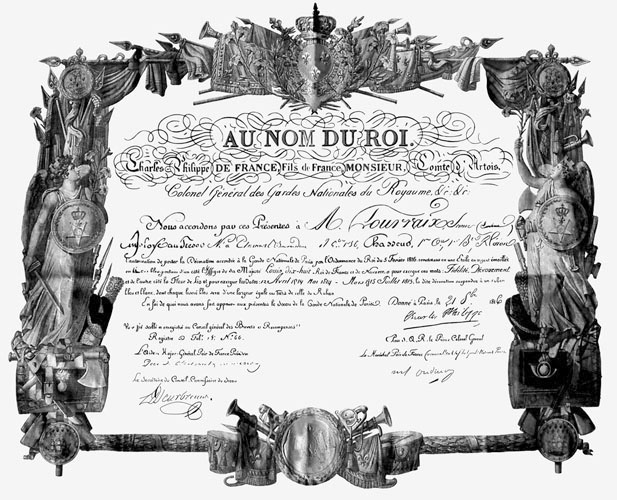
Diploma que acompañaba la decoración.

## Descripción

### Insignia
Estaba constituida de una estrella de cinco puntas, en oro o plata., esmaltada de blanco en el anverso. Una flor de lis surmontada de una corona real une la insignia con la cinta.
Al centro un medallón, compuesto de:
- En el anverso: una  efigie en oro de Luis XVIII sobre fondo de esmalte azul o blanco y alrededor rodeado por un borde de esmalte azul con «FIDELITE-DEVOUEMENT»

- En el reverso:  Sobre un fondo de oro una flor de lis de plata, rodeado por un borde  de esmalte azul con las fechas «12 AVRIL - 3 MAI 1814, 19 MARS - 3 JUILLET 1815»

### Cinta
La cinta compuesta de tres bandas de igual anchura, una azul, otra blanca y otra azul.